# Тейлор, Джозеф (футболист)
Джозеф Тейлор (англ. Joseph Taylor; 16 декабря 1850, Дунун, Шотландия — 4 октября 1888, Глазго, Шотландия) — шотландский футболист, фулбек (аналог современного защитника), выступавший за «Куинз Парк» и национальную сборную Шотландии. Участник первого официального международного футбольного матча.

## Биография
Джозеф присоединился к «Куинз Парк» в 1870 году. Матч кубка Англии против клуба «Уондерерс», прошедший в марте 1872 года, является первой известной игрой с его участием. Джозеф играл в трёх первых финалах кубка Шотландии, в каждом из них победу одерживала его команда. После ухода из «Куинз Парк» Джеймса Томсона осенью 1874 года Джозеф был избран капитаном команды. Свой последний матч за клуб Джозеф провёл 30 ноября 1878 года: это была игра в рамках шотландского кубка против «Мохлина».
Фулбек дебютировал за национальную сборную Шотландии в первом официальном футбольном матче со сборной Англии. Также он принял участие в следующих пяти встречах национальной команды, и в двух из них он был её капитаном. В последний раз Джозеф вышел на поле в форме шотландской сборной 25 марта 1876 года в матче с валлийцами.
В 1878—1879 годах Джозеф занимал пост президента в клубе «Куинз Парк», где он провёл восемь сезонов в качестве игрока. Бывший футболист умер в Глазго 4 октября 1888 года.

## Статистика выступлений за сборную Шотландии
| Матчи и голы Тейлора за сборную Шотландии | Матчи и голы Тейлора за сборную Шотландии | Матчи и голы Тейлора за сборную Шотландии | Матчи и голы Тейлора за сборную Шотландии | Матчи и голы Тейлора за сборную Шотландии | Матчи и голы Тейлора за сборную Шотландии |
| №                                         | Дата                                      | Оппонент                                  | Счёт                                      | Голы Тейлора                              | Соревнование                              |
| ----------------------------------------- | ----------------------------------------- | ----------------------------------------- | ----------------------------------------- | ----------------------------------------- | ----------------------------------------- |
| 1                                         | 30 ноября 1872                            | Англия                                    | 0:0                                       | -                                         | Товарищеский матч                         |
| 2                                         | 8 марта 1873                              | Англия                                    | 2:4                                       | -                                         | Товарищеский матч                         |
| 3                                         | 7 марта 1874                              | Англия                                    | 2:1                                       | -                                         | Товарищеский матч                         |
| 4                                         | 6 марта 1875                              | Англия                                    | 2:2                                       | -                                         | Товарищеский матч                         |
| 5                                         | 4 марта 1876                              | Англия                                    | 3:0                                       | -                                         | Товарищеский матч                         |
| 6                                         | 25 марта 1876                             | Уэльс                                     | 4:0                                       | -                                         | Товарищеский матч                         |

Итого: 6 матчей / 0 голов; 3 победы, 2 ничьи, 1 поражение.

## Достижения

### Командные
«Куинз Парк»
- Обладатель кубка Шотландии (3): 1874, 1875, 1876